# Agreste Sergipano
L'Agreste Sergipano è una mesoregione dello Stato del Sergipe in Brasile.

## Microregioni
È suddivisa in 4 microregioni:
- Agreste de Itabaiana
- Agreste de Lagarto
- Nossa Senhora das Dores
- Tobias Barreto